# ザ!世界仰天ニュース
『ザ！世界仰天ニュース』（ザ！せかいぎょうてんニュース）は、日本テレビ系列で2001年4月11日から放送されているドキュメントバラエティ番組である。通称は『仰天ニュース』。モノステレオ放送（2011年10月より）、文字多重放送、ハイビジョン製作。
開始当初は毎週水曜日21:00 - 21:54（JST）に放送していたが、2017年4月以降は火曜日の同時刻への枠移動を経て放送されている。
一部地域のみ、火曜日20:54からの6分間にプレ番組『まもなく！ザ！世界仰天』を放送している。

## 概要
世界各国で起こった様々な事件や事故、出来事などの仰天ニュースをドキュメンタリー形式の再現VTRで紹介しつつ、合間に司会者と週替わりのゲストが身の回りのエピソードやVTRに沿ったトークをするのが主な内容。前身となったのは1996年年末より不定期で放送された『超アンビリーバブル!!世界仰天ニュース大賞〜すべて実話です〜』シリーズで、特別番組時代には笑福亭鶴瓶と福澤朗（当時日本テレビアナウンサー）が進行役を務めていた。その後『とんねるずの生でダラダラいかせて!!』の終了を受け、2001年4月11日よりレギュラー放送がスタートした。この時に福澤が司会から外れて中居正広（当時SMAP）が新たに加わる。収録は社屋移転・放送枠移動以前から毎週火曜日の夕方に日テレ麹町ビル・Gスタジオ→日本テレビ番町スタジオ・C1スタジオで収録している。
VTRで取り上げる内容は事件・事故・難病のほか、日常生活で起きたハプニング、女性のダイエット顛末記といったコミカルなテーマも多く、ハプニング系のエピソードについては再現ドラマで本人あるいは司会者・アシスタント・出演ゲストが演じることがある。このため、VTR紹介前のタイトル表示は以下のような色分けが行われている。
陽性エピソード（ハプニングや笑い話など、生死に関わらない・それ程深刻でない事柄）
黄色背景にタイトルの文字はピンク色のゴシック体で、題字が徐々に接近していく。
陰性エピソード（殺人事件・病気など、生死に関わる・深刻な事柄）
黒背景にタイトルの文字は赤の明朝体で、更にタイプライターの効果音が出される。
VTR中の当事者の名前テロップは、一部色付きで強調表記される。
また、番組最後に紹介された話題の提供者が「今週のネタ出し」としてクレジットされる。また、放送中は画面左上に、金色で「ザ！世界仰天ニュース」と表示されている。
2006年春から、改編期のスペシャル版の放送時間は3時間 - 5時間半（4時間半枠の場合が多い）となっており、毎回高視聴率を獲得している。また2008年10月より、一部地域（日本テレビ・中京テレビの2局）のみ本編開始直前の20:54からの6分間にプレ番組『まもなく!ザ!世界仰天ニュース』が新設された。このため、新聞テレビ欄では便宜上、プレ番組を含めた20:54 - 21:54の60分番組として記載されていた（当初は日本テレビでは左上に関東地方の明日の天気が表示されたが、後に廃止された）。2011年7月改編によりプレ番組は廃止された（後番組は『ZERO MINUTE』）。
2010年4月からはレターボックス化に伴い、テロップ類が完全にハイビジョン対応となり、両端の黒帯がVTRの内容を紹介するものに変更された。
2011年10月より編成上の音声がステレオに変更されたが、スタジオ内はBGM・効果音含めモノラル音源で収録されている現状は変わっていない。
2013年7月24日の2時間スペシャルは番組初の生放送が行われた。
2014年10月1日には、これまで番組内で取り上げた数々の真実のストーリーから着想を得た、オリジナルストーリーによるスペシャルドラマ『なぜ少女は記憶を失わなければならなかったのか?〜心の科学者・成海朔の挑戦〜』が放送された。山下智久が主演し、鶴瓶と中居は番組ナビゲーターを務めた。
2014年11月5日にはレギュラー放送500回を迎えた。
2015年4月1日には、4時間スペシャルとしては初の生放送が行われた。
2017年1月25日放送分にて、同年4月より放送曜日・時間が火曜21時に変更になることが発表された。発表の際、鶴瓶が「俺らは水曜9時におらんようなんねん」と発言すると、中居が鶴瓶に対して「この番組とスタッフは火曜9時に移るので、鶴瓶さんは勝手に水曜9時で…」と弄りつつ笑いと拍手を誘った。2017年3月で放送終了した『解決!ナイナイアンサー』の事実上後継番組となった。
この枠移動に伴い、水曜21時台には次番組として火曜深夜の『プラチナイト』で放送していた『今夜くらべてみました』（2022年3月終了）が枠移動することになった。
2019年4月30日には平成最後の日を記念した4時間生放送スペシャルが放送された。また、同年12月27日深夜（28日未明）0:59から番組初の深夜版として『ゴールデンでは放送しにくいHな話 幸せになれる…ちょっと大人の仰天ニュース』を生放送した。
2020年3月31日放送の4時間スペシャルでは、番組20年目突入を記念したスペシャルゲストとして、タモリが初出演した。この日は中居がジャニーズ事務所のタレントとしては退所前最後の全国ネット番組出演、また3人が出演していた『森田一義アワー 笑っていいとも!』（フジテレビ）の終了から6年を迎えた日でもある。タモリが日本テレビのバラエティ番組に出演するのは開局55周年特番として放送された『タモリ教授のハテナの殿堂?』以来約11年ぶりとなった。
2020年10月27日は生放送を行い、同局の『お昼のワイドショー』や『奇跡の扉 TVのチカラ』（テレビ朝日）、『緊急!公開大捜索SP』（TBSテレビ）と同趣旨の「テレビ公開捜査」企画が行われる。
2025年1月15日、中居が降板することが公式サイトで発表された。

## 出演者

### MC
- 笑福亭鶴瓶（2001年4月11日 - 現在）
- 中居正広[注 5]（2001年4月11日 - 2024年12月3日[注 6]）
※ 2025年1月15日に降板が発表された[8][11]。

### アシスタント
- 馬場典子（2001年4月11日 - 2006年3月29日）
- 鈴江奈々（2006年4月12日 - 2013年6月26日）
- 宮﨑宣子（2006年4月26日 - 2009年5月）
※鈴江と宮﨑は原則2週間毎の担当。 2009年6月より宮崎は降板し以降は鈴江が単独で担当。

- 久野静香（2013年6月26日 - 2020年10月6日）
- 杉原凜（2020年10月27日 - 現在）

## 主な企画

### オープニングトーク
オープニングジングルと共にセット中央から中居・鶴瓶が入場し、ジングルが終わると共に中居のレギュラー番組ではお決まりとなっている「さあ、『仰天ニュース』の時間がやってまいりました…」という挨拶から中居・鶴瓶の身の回りで起こった話などの雑談トークが始まる。放送上は尺の都合上、話の中からピックアップして1 - 2分のみ流されるが、収録では15 - 20分ほど喋ってからゲストを紹介・入場させる流れになっている。カットされた話は「未公開トーク」と題され、後述の再放送で数回分放送されることがある。長年番組開始と同時に毎週放送されていたが、2021年4月以後はいきなりVTRから始まり、スタジオに切り替わっても既にゲストが入場・着席している状態のため、オープニングトークが一切放送されない事が多くなったが、2021年4月以後もオープニングトーク自体は収録上では行っており、稀に放送される事がある他、公式TikTokにもトークの一部が投稿される。2023年1月17日・24日放送分は17日に行われたこの年初めてのスタジオ収録（同月31日以降の放送分）をもって中居が復帰する事からその日に急遽撮って出しで収録された中居と鶴瓶のオープニングトークを冒頭に放送。24日放送分はその続きが放送された。

### ダイエット企画
- 2004年の「巨漢スペシャル」で、当時272kgというあまりにも重すぎる体のため雪道で転倒した際に自分で起き上がれなくなってしまった加藤大のエピソードを本人出演の再現VTRを交えて放送した。その後も番組は加藤を追い続け、中国でダイエット病院があることを知りダイエットのため入院する。過酷なプログラムのために弱音を吐く場面が度々放送され、何度か挫折したものの退院。日本に帰り山口県の下関市から北海道の苫小牧市の自宅まで歩き100kgを切ることを決意する。その後痩せることができ、『世界に一つだけの花』を歌った。またあべこと加藤により2人合わせ40kgの減量を目標とした四国八十八箇所巡礼企画も行われ、加藤の応援歌としてザ・コブラツイスターズ「自分に勝とう」が使われた。
- その後2010年1月27日放送分にて、北海道からスタートしたダイエットの旅が約4年ぶりに再開した。また加藤は、「ハワイのホノルルマラソンに挑戦したい」、「地元で4月から就職のための勉強がしたい」と語った。2017年1月18日の放送で再登場した際は201kgまでリバウンドし、2020年8月18日放送では近況のリモート取材と共に密着の再開が発表された。

### 50年前は○○コンテスト
50年前は美人コンテスト
4名の現在の写真と50年以上前の写真で誰が一番綺麗かを決める。
50年前はハンサムボーイコンテスト
4名の現在の写真と50年以上前の写真で誰が一番格好いいかを決める。

### 緊急特別版 落ちた偶像〜光クラブ事件
2006年6月28日に放送。同年1月のライブドア事件を受けて制作された2時間ドラマで、この放送では光クラブ事件を「昭和のライブドア事件」と紹介している。中居、鶴瓶らはドラマ開始前のイントロダクションにのみ登場している。
出演：山崎晃嗣：萩原聖人 加藤晴彦 光浦靖子 坂下千里子 渡辺哲 石橋蓮司 他多数
- 監督：近澤駿
- プロデューサー：黒岩直樹（日本テレビ）、鈴江秀樹（日本テレビ）、生田篤（東映）
- チーフプロデューサー：政橋雅人（日本テレビ）
- 脚本：鈴木智
- 協力：東映東京撮影所
- 撮影：西村陽一郎、矢野哲夫
- 美術：室岡秀信
- 装飾：平井浩一
- 照明：斎藤直樹
- 録音：小島良紀
- 助監督：金佑彦、鈴木朋生、岩坪梨絵
- キャスティングプロデューサー：福岡康裕
- ライン・プロデューサー：菊池淳夫
- 取材ディレクター：宮下亮太、福田昌彦
- 記録：高橋久美子
- VE：常川裕二
- 撮影効果：古川元裕
- 衣装：江橋綾子
- 演技事務：若月健太郎
- AP：橋元眞理
- 進行主任：松本佳子
- 制作担当：河内隆志

### 火曜9時お引っ越し記念 中居&鶴瓶ミステリードラマ
2017年3月1日放送開始。 中居と鶴瓶が主演のミステリー連続ドラマ（全5話）
- 第1話『鶴瓶が消えた！』（2017年3月1日）
- 第2話『鶴瓶が映り込み…』（2017年3月8日）
- 第3話『消えた鶴瓶の死体…』（2017年3月22日）
- 第4話『混乱する死体…』（2017年3月29日）
- 最終話『最後に仰天』（2017年4月4日）

出演：中居正広、笑福亭鶴瓶
ゲスト：第1話：オアシズ（大久保佳代子・光浦靖子）、久野静香（日本テレビアナウンサー、レポーター役）
第3話：山里亮太（南海キャンディーズ）
第4話：鈴江奈々（日本テレビアナウンサー、ニュースキャスター役）

### 仰天チェンジコンテスト
- 視聴者から寄せられた大幅なダイエット成功体験談を紹介しナンバーワンを決める。主に女性のエピソードが紹介されるが、男性のエピソードを「イケメン仰天チェンジコンテスト」として取り上げる場合もある。
- 毎回4名を取り上げ、スタジオでは最初に最大体重時の写真と体重値を記したパネルと共にスタジオゲストが最も変貌したと思われる人物を予想。
- 各名のエピソードVTRでは肥満に至るまでの半生や食生活を紹介し途中には「食べまくり24」として平均的な一日の暴食振りを振り返り、更にダイエットのきっかけとなった出来事で「ダイエットの神」のCGキャラクター[注 8]が登場した後ダイエット方法を取り上げ、最後には減量後の写真や現在の取材映像が紹介される。
- 全エピソードを取り上げた後スタジオ観覧者の投票で最も変貌した人物を決定し、最多得票者には仰・天の2字をかたどった2点セットの純金ゴールドバー「仰天ゴールドバー」がプレゼントされる。

## 取り上げられた主な事柄
取り上げた内容は不定期に週末午後の再放送枠で「ザ!世界仰天ニュース 特別版」のタイトルでスタジオパート・ワイプを割愛した上で再放送されている。

### 事件・事故関連
- 北朝鮮による日本人拉致事件
- O・J・シンプソン事件
- ジョンベネ殺害事件
- 光クラブ事件
- ゾディアック事件 - 主に取り上げられたのは、1990年代に発生した模倣犯による事件。
- チェルノブイリ原子力発電所事故
- 三億円事件
- 全日空857便ハイジャック事件
- チャレンジャー号爆発事故
- タサダイ族
- 日本人留学生射殺事件
- USエアウェイズ1549便不時着水事故
- ナホトカ号重油流出事故
- ハイルブロンの怪人
- 松山ホステス殺害事件
- ペルシャ・プリンセス
- CSX8888号暴走事故 - 「アンストッパブル」として映画化された。
- 久留米看護師連続保険金殺人事件
- オウム真理教
  - 坂本堤弁護士一家殺害事件
  - 松本サリン事件
  - 公証人役場事務長逮捕監禁致死事件
  - 地下鉄サリン事件
  - オウム真理教被害者の会会長VX襲撃事件
  - 池田大作サリン襲撃未遂事件
- 桶川ストーカー殺人事件
- ミートホープの食肉偽装事件
- スマイリーキクチ中傷被害事件
- トリカブト保険金殺人事件
- 福島悪魔払い殺人事件
- ボスニア・ヘルツェゴビナ紛争
- 八王子スーパー強盗殺人事件
- 連続企業爆破事件
- 長野県建設業厚生年金基金横領事件
- コスタ・コンコルディアの座礁事故
- モスクワ劇場占拠事件
- 千里眼事件
- 武富士弘前支店強盗殺人・放火事件
- エチオピア航空961便ハイジャック墜落事件
- 山中湖連続殺人事件
- 逗子ストーカー殺人事件
- 柴又女子大生放火殺人事件
- 佐渡ヶ嶽部屋フグ中毒事件
- 自称デザイナー狂言誘拐・殺人事件
- 日本航空123便墜落事故
- 日本航空115便しりもち事故
- マブチモーター社長宅殺人放火事件
- 本庄保険金殺人事件
- 藤田小女姫殺害事件
- ボストンマラソン爆弾テロ事件
- 障害者郵便制度悪用事件・大阪地検特捜部主任検事証拠改ざん事件
- 闇サイト殺人事件
- 鳥取連続不審死事件
- ジャック・イン・ザ・ボックスの大腸菌集団感染
- リンゼイ・アン・ホーカー殺害事件
- アメリカ同時多発テロ事件
- 札幌連続ボンベ爆発事件
- 羽賀研二未公開株詐欺事件
- 群馬一家3人殺害事件
- カンタベリー地震 (2011年2月)
- はれのひ事件
- 早稲田大学商学部入試問題漏洩事件
- 渋谷温泉施設爆発事故
- 首都圏連続不審死事件
- 加湿器殺菌剤事件
- 元千葉ロッテマリーンズ投手強盗殺人事件
- 池袋通り魔殺人事件
- ダッカ日航機ハイジャック事件
- ココ山岡詐欺事件
- 世田谷一家4人殺害事件
- 営団日比谷線中目黒駅構内列車脱線衝突事故
- 秋葉原無差別殺傷事件
- 豊明母子4人殺害事件
- ダイアナ妃死亡事故
- 福島第一原発事故
- 日本航空350便墜落事故
- 新橋ストーカー殺人事件
- 東京・埼玉幼女連続誘拐殺人事件
- 福岡スナックママ保険金連続殺人事件
- 豊田商事社長刺殺事件
- 大韓航空機爆破事件
- 旧統一教会問題
- 渋谷女子大生誘拐事件
- 横浜小学生誘拐事件
- 山梨キャンプ場女児失踪事件
- 市原ゴルフガーデン鉄柱倒壊事故
- 横浜深谷連続殺人事件
- 広島大学生変死事件
- 西鉄バスジャック事件
- 富士銀行行員顧客殺人事件
- マレーシア航空17便撃墜事件
- 松山刑務所大井造船作業場脱獄事件
- 富田林警察署容疑者脱走事件
- 中華航空140便墜落事故
- 関西青酸連続死事件
- ユナイテッド航空232便不時着事故
- 京王線刺傷事件
- 森友学園問題・赤木ファイル
- 大韓航空ナッツ・リターン
- ソウル梨泰院雑踏事故
- 日本航空351便ハイジャック事件
- 薬害エイズ事件
- 京都アニメーション放火殺人事件
- セウォル号沈没事故
- 安倍晋三銃撃事件
- 2013年福知山花火大会露店爆発事故
- 大韓航空801便墜落事故
- 大口病院連続点滴中毒死事件
- 羽田空港地上衝突事故
- 阪神・淡路大震災
- カルロス・ゴーン事件
- 持続化給付金詐欺
- ホテルニュージャパン火災
- 頂き女子りりちゃん事件
- 長久手発砲立てこもり事件
- 亘理町自衛官殺害事件

#### 不特定
- 替え玉受験
- ドメスティック・バイオレンス
- アシッドアタック
- 盗撮
- サイバー犯罪（ネット犯罪）
  - SNSでの問題
  - ネットいじめ
  - リベンジポルノ
- ストーカー
  - ネットストーカー
- 家庭内における子供の事故
  - 誤飲事故
  - 窓からの転落事故
  - ブラインドコードでの首吊り事故
- アメリカ運輸保安庁検査官による空港内での手荷物窃盗
- ギャンブル依存症

### 人物関連
- ダイアナ
- ジョン・ゲイシー
- テッド・バンディ
- 本郷かまと
- グレアム・ヤング
- ワリス・ディリー
- パトリシア・ハースト
- アイリーン・ウォーノス
- 李昊星
- 椿姫彩菜
- 白鳥由栄
- ビリー・ミリガン
- 千原ジュニア（千原兄弟）
- ピート・バーンズ
- 上原美優
- ピーコ
- 泉流星
- テッド・ウィリアムス
- 中川家剛
- 若林正恭（オードリー）
- 福田和子
- 土谷正実
- コニー・ジャクソン
- マシュー・ロバーツ
- チャールズ・マンソン
- 酒井法子
- ウィリアム・ウテーメーレン
- 山田規畝子
- 芦川よしみ
- ジャン＝クロード・ロマン
- 山中登志子
- ブルック・グリンバーグ
- スティーブ・ジョブズ
- ホイットニー・クロップ
- サム・ハシム
- ギュンター・シャボフスキー - ベルリンの壁崩壊を招いた発言
- 山本美香
- 純恋（本名：石川安里沙）
- ジョン・ビュートナー・ヤヌーシュ（英語版）
- ヘンドリック・シェーン
- ジェフリー・ダーマー
- 横井庄一
- なべおさみ
- なべやかん
- 藤井将雄
- 貴闘力忠茂
- 哀川翔
- 村木厚子
- 松来未祐 - 死因となった慢性活動性EBウイルス感染症に関して
- 小谷野栄一 - パニック障害に関して
- 丸山千里 - 丸山ワクチンに関して
- 山崎静代（南海キャンディーズ）
- ハウス加賀谷（松本ハウス）
- 中村ユキ
- 鈴木明子
- 永岡弘行
- 中居正広 - ヘアカラーによるアレルギーに関して
- 鉄拳
- 田房永子
- 松本麗華
- 柴田亜美
- 大赤見展彦（元ヴィンテージ）
- 加瀬部駿介（フレンチぶる）
- グレート義太夫
- 森重樹一（ZIGGY）
- 薄幸
- ダンプ松本
- 原裕美子
- 山本“KID”徳郁
- いしいさや - 著作である『よく宗教勧誘に来る人の家に生まれた子の話』に関して
- お侍ちゃん - クローン病に関して
- 岩本紗也加
- 須田亜香里（SKE48）
- 南部虎弾（電撃ネットワーク）
- ウガンダ・トラ
- 鈴木麻由 - 群発頭痛に関して
- 本日は晴天なり - 不思議の国のアリス症候群に関して
- 佐藤聖羅（元SKE48） - パニック障害に関して
- 清原和博
- 西塚十勝
- 矢沢永吉
- 横山やすし - 元相方の西川きよしがスタジオに出演
- 樹木希林
- 内田裕也
- 柏木昭男
- 堀江しのぶ - 死因となったスキルス癌に関して
- 辺見マリ
- 八代亜紀 -死因となった膠原病について
- 藤田小女姫 - 本人と息子・吾郎の殺害事件
- イ・ジフン - 推しの一般人女性との結婚
- ヒロミ
- カルロス・ゴーン
- 大家志津香 - 貧血の人が無償に氷を食べたくなる氷食症に関して

### 疾患関連
- アレルギー
  - 水アレルギー
  - 食物アレルギー
  - 動物アレルギー
  - 金属アレルギー
  - ラテックスアレルギー
  - 寒冷アレルギー
- ウイルスによる感染症
  - エイズ
  - SARS
  - インフルエンザ
  - ウエストナイル熱
  - 慢性活動性EBウイルス感染症（CAEBV）
  - 2019新型コロナウイルス
- 食中毒
  - 銅中毒
  - ボツリヌス症
  - アニサキス症
  - 焼肉えびすにおける食中毒
- 精神疾患
  - 境界性人格障害[注 9]
  - 代理ミュンヒハウゼン症候群
  - 身体醜形障害
  - 抜毛症
  - 統合失調症
- 発達障害
  - 広汎性発達障害
  - 注意欠陥・多動性障害
- 依存症
  - 共依存
  - インターネット依存症
  - ギャンブル依存症
- 睡眠障害
  - 致死性家族性不眠症
- 摂食障害
  - 拒食症
  - 過食症
  - 睡眠関連摂食障害
  - 選択的摂食障害
- ダイエットのための手術
  - 胃バイパス手術
  - ラップバンド
- 健忘
- 白血病
- 脳腫瘍
- アルツハイマー型認知症
- 狂犬病
- 嚥下性失神
- QT延長症候群
- モルガーニ孔横隔膜ヘルニア
- 瘢痕拘縮
- 糖尿病
- 進行性骨化性線維異形成症（FOP）
- 先端巨大症（末端肥大症、アクロメガリー）
- トリメチルアミン尿症（魚臭症候群）
- 場面緘黙症
- シェーグレン症候群
- 牛海綿状脳症感染牛肉の摂取に起因するクロイツフェルト・ヤコブ病
- 多汗症
- ディスレクシア
- スポーツ貧血

### ジェンダー関連
- 性同一性障害
- トランスジェンダー
- クラインフェルター症候群
- 性別適合手術

### その他
- 栃木県那須町千振
- GSA（ジェネティック・セクシュアル・アトラクション）

## 受賞歴
- 「森友学園問題…赤木ファイル! 命をかけた375日間」（2024年1月9日放送）
  - ギャラクシー賞テレビ部門月間賞（2024年1月度）[12]

## 不祥事

### ステロイド薬を扱った放送内容に対する批判と謝罪
2021年9月7日放送の「衝撃の症状！謎の病SP」におけるVTR「ひどい肌荒れがまさかの方法で回復」において、「病院で処方されたステロイド外用薬を断ったことで肌荒れを克服した」という女性の体験談を紹介。女性はインターネット検索で見つけた「脱ステロイド療法」と称する方法を試しており、さらに番組内での解説でも、ステロイド薬について「ステロイドは本来体内で作られるが、ステロイド薬の使い過ぎにより体内でステロイドが作られなくなった」「再び体内で作られるようにするには、ステロイド薬を断つしかない」といった表現を使用した。
放送後の14日、日本皮膚科学会など7団体は、番組が「科学的に明らかに根拠のない内容」であるとして抗議する文書を連名で日本テレビに提出。ステロイド外用薬の使用を一様に否定し、治療中の患者に恐怖と不安をあおる内容であったなどとして放送内容を批判した。
事態を受け、日本テレビは番組公式サイトに謝罪文を掲載。また、翌週14日の同番組の放送最後においてもアナウンサーの杉原凜が謝罪を行い、ステロイド外用薬の有効性や安全性について説明した上で、患者の自己判断で薬の使用を中止しないこと、治療は医師の指導に従うことを呼びかけた。

## スタッフ（2025年7月8日時点）
現在
- 総合演出：石田昌浩（厨子王）
- 再現ドラマ演出・ディレクター：森田俊介（厨子王）、望月亮（厨子王、以前は、AD►一時離脱、VTR演出兼務の回あり）、加藤汐音（いまじん、2021年9月までAD）、山口勝武希、飯塚愛依（2021年9月までAD）、中村日向子（厨子王、2022年11月 - ）、清瀧(滝)朱里（厨子王）、西﨑真奈・齊藤杏美（いまじん、西﨑→以前は、スタジオ演出・ディレクター►再現ドラマ演出、齊藤→以前は、2021年9月までAD►ディレクター►スタジオ演出►スタジオ演出・再現ドラマ演出・ディレクター）、阪口大輝（ローリング、2021年9月までAD、以前は、再現ドラマ演出・ディレクター►ディレクター）、西田直功、石橋里帆（石橋→以前は、AD）、宗像大門（ローリング）【週替り、回によって異なる】
- 再現ドラマ演出：小林英丘（以前は、スタジオ演出►VTR演出兼務►ディレクター兼務►スタジオ演出►一時離脱）、若林愛美（厨子王、以前は、ディレクター►一時離脱）、藤本和幸（ローリング、以前は、VTR演出►ディレクター・VTR演出►再現ドラマ演出・ディレクター）、吉岡賢祐（厨子王、以前は、D兼スタジオ演出►D兼VTR演出►D►スタジオ演出・再現ドラマ演出・ディレクター）、猪爪義生【週替り】
- スタジオ演出：黒田沙季（厨子王）、道下貴之（いまじん）、松野勇二（ローリング、以前は、VTR演出►ディレクター►スタジオ演出►ディレクター・スタジオ演出）【週替り】
- スタジオ演出・ディレクター：合六幸恵（ジッピー、以前は、AD►スタジオ演出・ディレクター►ディレクター）、井上充（ZPLUS、以前は、再現ドラマ演出・ディレクター）【回によって異なる】
- スタジオ演出・再現ドラマ演出・ディレクター：小玉悟（ローリング、ディレクター►スタジオ演出►VTR演出兼務►スタジオ演出・ディレクター）【回によって異なる】
- CD：武澤忠（以前は、ディレクター►プロデューサー►一時離脱►再びプロデューサー）
- ディレクター：保坂公貴（ZPLUS）、木村翔太・宮本忠典（厨子王）、今成直人（いまじん）／小林愛依、松本里利香、小林大悟、森蔭美茉璃、兼海斗、籾木健吾、岩本柊子、佐久間優貴、尾﨑帆の花、渡邊真依、加藤茉穂、德谷功太（厨子王、以前は、2021年9月までAD►ディレクター）、奈良脩人・楠見勇人（いまじん、楠見→以前は、スタジオ演出・再現ドラマ演出・ディレクター）、松井勇武、反甫浩弥、布川綾乃、吉野高弘(広)、比村空、河野佑亮、前田実咲（いまじん）（木村・西田→以前は、AD、小林→2021年9月までAD、德谷以降→以前は、再現ドラマ演出・ディレクター）【週替り】
- 構成：渡辺哲夫
- リサーチ：齋藤譲、出川真弘、佐伯ゆかり、田中小百合、上村知子、伊原つくし、松永都子、羽柴千晶【週替り】
- TM：黒木貴博
- SW：蔦佳樹（以前は、技術►SW/カメラ）、荻野高康（荻野高→一時離脱►復帰►SW►SW/カメラ）【週替り】
- カメラ：望月達史（望月→以前は、SW►一時離脱）、荻野祐也（荻野祐→以前はSW/カメラ）、大庭茂嗣、水梨潤【週替り】
- 音声：大島康彦、亘美千子【週替り】
- 調整：笈川太、吉﨑慶【週替り】
- LD：小川勉
- 美術：高津光一郎（以前は、美術進行）
- デザイン：石井智也（2025年7月8日 - ）
- 撮影：谷口楓斗、永石秀行、倉島健一、後藤佑喜、三浦貴広、田中秀幸、川島孝夫、小山直央、平尾徹、竺原功二、名取征、小長井大輔、杉森雄幸、二宮塁、西田慶仁【週替り】
- 編集：秋本茜、加藤沙絵、権田千鶴、志村俊明、半田朱里亜、山田太一【週替り】
- MA：青木伸次、原拓也
- 音効：鈴木勉、大根田祐二(士)
- CG：仲田達也（K-WORK）【不定期】
- イラスト：K-WORK、エクサインターナショナル【不定期】
- TK：長坂真由美
- 翻訳：田村倫子
- 取材協力：日本テレビ報道局・社会部【不定期】
- 協力：日本テレビアート、麻布プラザ、麒麟スタジオ、サウンド・バム、シグマ・セブンほか
- スタイリスト：上野真紀
- プロデューサー：鶴岡陽太（2023年10月17日 - ）、山本めぐ（2025年6月10日 - ）／近澤駿・茂呂あゆみ（ローリング、茂呂→以前は、AP）、林はる佳・山田直子・内田久美子（厨子王、林→一時離脱►復帰、山田→2023年4月18日 - 、以前は、ディレクター►VTR演出►ディレクター・スタジオ演出►ディレクター、内田→2024年4月30日 - 、以前は、AD►ディレクター►一時離脱）、植村純子（いまじん、以前は、VTR演出►スタジオ演出）、二瓶剛（ジッピー）／北村佳子（以前は、デスク）、一瀬あいみ（一瀬→以前は、AD►AP►一時離脱→復帰）、小森映子（ローリング）、金子香（ジッピー）、中田容子（金子→9月までAP、小森→2022年4月19日 - 、以前は、AD►翻訳►ディレクター►一時離脱、2019年10月8日 - 2021年1月5日はAP、中田→2023年4月18日 - ）
- 統轄プロデューサー：上田崇博（2025年6月10日 - ）
- チーフプロデューサー：齊山嘉伸（2022年6月7日 - ）
- 協力：松竹芸能
- 制作協力：厨子王（2011年8月 - ）、ローリング（2009年7月 - ）、いまじん、ジッピー
- 製作著作：日テレ

### 過去のスタッフ
- 構成：沢口義明、田中直人、クリタヤスシ【毎週】、富澤エイジ、藤井靖大、鈴木浩介、高梨武志、小林清人（小林→以前は、リサーチ）（※週替り）、金丸純也、安田聡太【不定期】
- リサーチ：椎名まさし、平田弘美、関谷絵里奈、原木綿子、亀倉文太、武田博志、犬山智香子、籏野真麻、剱持知子、近藤博美、岡田智樹、足柄翔太、森ジョーンズ智佳子、関口祥乃、中島清久、鈴木歩乃佳、澤地圭介、梶谷翔平（関口→以前は、AP、森・関口→※不定期）
- TM：原泰造、柴田康弘、勝見明久、小椋敏宏、石渡敏幸、清水秀明、村上正
- TD：天内理絵（2019年10月29日・2020年10月27日・2024年10月8日、以前は、調整）
- SW：江村多加司、安藤康一、佐藤裕司、米田博之、鎌倉和由（鎌倉→以前は、カメラ）
- カメラ：小林宏義、福田伸一郎、早川智晃、新井隆史、中村哲也、矢作陽一、星勇次、吉田健治（吉田→一時離脱►復帰）、細野和貴（※週替り）
- 音声：池田正義、山田値久、高木哲郎
- 調整：小熊透、佐藤大心、久野崇文、鈴木裕美、鈴木昭博、向山江梨佳
- LD：細川登喜二、村山真美、藤山真緒、高星武志、仲野貴信、高見澤楓
- 美術：鈴木善勝
- デザイン：道勧英樹、北原龍一（北原→2019年10月29日と2020年10月6日 - 2025年6月）
- ロケ美術：室岡秀信（2021年4月6日）【不定期】
- 編集：渡辺(邊)正宏、石川雅彦、細川孝幸、清野孝義、兵藤真澄、井口拓磨、名雪健太郎、太田健二
- MA：樽川由佳里、晴山恵輔、松尾隆裕
- 音効：本沢利明、赤津広大
- ECG：宮前芳恵（2020年10月27日・2024年10月8日）
- 脚本：中村小梅（2023年1月31日）、赤松新（2023年7月25日）
- 撮影：西村陽一郎、塩原啓一、岩澤治、深澤寛志、木塚慶、本多(田)晋、坂本聡、マイケル・メイ、井澤和彦、星野伸男、長田洋平、伊左部一哉（以前は、編集）、杉寿雄、桜居大祐、塚原嘉久、後藤圭太、香田淳、木村修、篠原佑典、西山政宏、石田真司、西久保徹、John Bouldain、奥村誠久、冨永陽介、倉渕宏幸、園田清隆、石川泰之、千々松政照、山田大介、才沢誠二、津田欣典、中川隆、徳久裕、沼田善、竹内浩司、江森太一、堅岩功、千葉譲司、齋(斉)藤和彦、池田優史、堀内昭彦、ロバート若松、木村唯人、林芳成(也)、井出雅之、松尾俊一郎、岡本亮、山下貴之、檀亮、森岡知之、大塚孝輔、佐藤勇介、柳ケ瀬善夫(吉男)、江藤恭真、高萩英美、松宮周史、水谷奨、古本春樹、秋谷英雄、山田実、綿引正太郎、縄誠幸、杉山幸司、外山国義、日名透、白石智彰、浦崎永真、坂本聡、矢野哲夫、伊元耕二、鳴岡雅人、松本英司、竹中哲、和崎信樹（※週替り）
- 記録：宇田直美
- スタイリスト：埴原良子、藤原聡美、上野真穂、江島モモ、大村淳子、梶原浩敬（梶原→一時離脱→復帰）（※週替り）
- データ放送：藤澤美郷、菅野智美（共に2021年4月6日 - ）、大園菜々実（2024年10月8日）
- 協力：e-naスタジオ、ザ・カラーズ
- 編成：松井昌治、小松良徳、吉田和生、土谷幸弘、阿部志帆、越部憲洋、田中秀雄、寺内壮、糸井聖一、田中裕樹、穂積武信、小林将高、荻野健、小島友行
- 広報：小串理江、柳沢典子、松榮大、西室由香里、栗原甚（栗原→2019年6月11日 - 7月30日）
- 翻訳：阪本博希、高木美奈
- デスク：神﨑郁里
- FM：川名良和（生放送の回のみ、2019年10月29日・2020年10月27日・2024年10月8日他）
- AD：柴慎平、中山準二、岸加苗、松島由佳、堀越俊、山野辺聖勝、小出秀之、手塚千恵、フィッツランドルフ・ティム、篠原輝成、山口紘平、塩入加菜、中島孝志、鵜澤啓行、原元雅史、高橋瑞季、青柳礼美、相馬晃子、津田裕子、井沢直之、早川暁、増山豊、牧俊介、崎間美紀、中島裕子、徳嶺雄磨、大谷蓮、石澤弘希、瀧本雄将、川口美紅、青山広野、唐川海咲、井上真莉奈、岩田美里、眞方美智子、金子知浩、内藤宏紀、鈴木里美、新城絵梨、戸島美帆、大本佳佑、大熊早貴、松下幾子、水野眞紀、飯星瑳紀、風間あみ、松谷拓哉、手島（嶋）晶太、ステファニー・オビアロ、新田将平、佐野竜也、照屋航大、西村香織、寺田健太、田中健太、長田康一、石田愛莉、小園悠太、高橋梨沙、須藤亜麻音、山口舞華、井上恭輔、福山和希、中澤紗梨菜、川下早希、渡邊由奈、中川大雅、海老原有理、矢野郁、長野純子、角谷幸樹、阪本裕太、山下早希、大塚菜摘、押切ひかり、原田裕平（※週替り）
- AP：富澤博子、笠原大輔、福島利依、上田理永（以前は、AD）、齋藤恵、難波容子
- ディレクター：渡辺宏、町尻具宗、野々川義洋、高橋康弘、後藤隆一郎、増田雄太、石井麻美、中澤俊幸、阿部高、高橋朋広、下地敏史、三原哲理、大平俊二、松尾尚毅、篠塚千祥（三原以降→以前は、AD）、米本樹（米本→以前は、AD）、萩原由美（萩原→以前は、VTR演出►一時離脱►スタジオ演出兼務の回あり）、堀田大輔、平野玲二、武山聡志（武山→以前は、AD►一時離脱►復帰）、川島達樹（川島→以前は、AD）、窪木規恵（窪木→以前は、AD・ディレクター）、中沖嵩博、久保玲美衣（久保→以前は、AD）／広地悠誠、林望美、鈴木舞子、森谷大輔、安藤小夏、山本翔斗、阿部拓海、谷村和也、二階堂天海、喜島大成、中島瑠佳、伊原早紀、中島朱絵、志賀巧（広地・鈴木・安藤・谷村・二階堂・喜島・宗像・松井・前田・伊原・中島朱・志賀以外→2021年9月までAD）（※週替り）
- スタジオ演出：布川英樹、長縄亮（※週替り）
- スタジオ演出・ディレクター：齋藤吉彦（いまじん）、並木哲也（厨子王、以前は、AD►スタジオ演出►ディレクター）、三枝賢史（厨子王、以前は、AD）
- 再現ドラマ演出・ディレクター：古井田蘭（2021年9月までAD）、中谷陽介（いまじん、以前は、AD►ディレクター）、山本実瑠季（厨子王、2023年3月14日 - 2024年5月、以前は、ディレクター）、ハパンナ光進（いまじん、2022年5月10日 - 2024年5月）、秋元萌里（厨子王、2023年6月27日 - 2024年5月）
- 再現ドラマ演出：木下仁志（いまじん）
- VTR演出：西川宏一、伊東忠俊、大東徹也（大東→以前は、スタジオ演出）、須藤拓也、児玉昌平、杜雲翼
- 演出・ディレクター︰田邊(辺)洋士
- 演出：國弘明子、吉田絵（2人共スタジオ演出）、鈴間広枝（鈴間→以前は、ディレクター）
- プロデューサー：黒岩直樹、首藤由紀子、島田美帆（島田→2009年10月7日 - 2014年11月19日、以前は、AP）、石村修司（石村→2014年6月4日 - 2015年4月29日）、水野葉子（水野→2015年4月22日 - 5月27日、以前は、AP）、秋山健一郎（秋山→2015年6月3日 - 2016年11月30日）、山本由緒（山本→2015年6月3日 - 12月2日）、藤澤季世子（藤澤→2014年12月10日 - 2020年9月29日、以前は、VTR・スタジオ演出）、井原亮子（2017年6月13日 - 2021年5月25日）、福田一寛（2020年10月6日 - 2022年5月31日）、貝山京子（2022年6月7日 - 2025年5月27日）／小幡英司、中辻正道、山本愛、今村みづき（山本・今村→以前は、AP）、荻原伸之、須沼望（TVBOX）、大橋あり（大橋→以前は、AP）、尾﨑正浩、菅沼和美、前嶌洋子（前嶌→2021年1月19日 - 2022年3月22日）、佐々木千帆（佐々木→以前は、AP）、間篠高行（間篠→2022年4月19日 - 2023年3月）、大森美智代（大森→2020年12月1日 - 2024年3月）、杉浦徹（杉浦→2022年11月 - ）
- 統轄プロデューサー：原司（2020年10月6日 - 2021年5月25日）、中谷聡（2021年6月1日 - 2022年5月31日）、河野雄平（2022年6月7日 - 2025年5月27日）
- チーフプロデューサー：林隆一郎、中山良夫、進藤卓、政橋雅人、鈴江秀樹（鈴江→以前は、演出►プロデューサー）、中村英明、納富隆治（納富→2016年12月21日 - 2017年5月23日までプロデューサー）、土屋拓（2020年10月6日 - 2022年5月31日）
- 協力：ジャニーズ事務所
- 制作協力：安寿（初回 - 2011年6月）、リュウ・エンタープライズ（初回 - 2009年6月）
- ロケ地協力：セントマーガレット病院

## ネット局と放送時間
| 放送対象地域   | 放送局                    | 系列                                         | 放送日時           | ネット状況 | 備考      |
| -------------- | ------------------------- | -------------------------------------------- | ------------------ | ---------- | --------- |
| 関東広域圏     | 日本テレビ（NTV）         | 日本テレビ系列                               | 火曜 21:00 - 21:54 | 制作局     | 制作局    |
| 北海道         | 札幌テレビ（STV）         | 日本テレビ系列                               | 火曜 21:00 - 21:54 | 同時ネット |           |
| 青森県         | 青森放送（RAB）           | 日本テレビ系列                               | 火曜 21:00 - 21:54 | 同時ネット |           |
| 岩手県         | テレビ岩手（TVI）         | 日本テレビ系列                               | 火曜 21:00 - 21:54 | 同時ネット |           |
| 宮城県         | ミヤギテレビ（MMT）       | 日本テレビ系列                               | 火曜 21:00 - 21:54 | 同時ネット |           |
| 秋田県         | 秋田放送（ABS）           | 日本テレビ系列                               | 火曜 21:00 - 21:54 | 同時ネット |           |
| 山形県         | 山形放送（YBC）           | 日本テレビ系列                               | 火曜 21:00 - 21:54 | 同時ネット |           |
| 福島県         | 福島中央テレビ（FCT）     | 日本テレビ系列                               | 火曜 21:00 - 21:54 | 同時ネット |           |
| 山梨県         | 山梨放送（YBS）           | 日本テレビ系列                               | 火曜 21:00 - 21:54 | 同時ネット |           |
| 新潟県         | テレビ新潟（TeNY）        | 日本テレビ系列                               | 火曜 21:00 - 21:54 | 同時ネット |           |
| 長野県         | テレビ信州（TSB）         | 日本テレビ系列                               | 火曜 21:00 - 21:54 | 同時ネット |           |
| 静岡県         | 静岡第一テレビ（SDT）     | 日本テレビ系列                               | 火曜 21:00 - 21:54 | 同時ネット |           |
| 富山県         | 北日本放送（KNB）         | 日本テレビ系列                               | 火曜 21:00 - 21:54 | 同時ネット |           |
| 石川県         | テレビ金沢（KTK）         | 日本テレビ系列                               | 火曜 21:00 - 21:54 | 同時ネット |           |
| 福井県         | 福井放送（FBC）           | 日本テレビ系列                               | 火曜 21:00 - 21:54 | 同時ネット |           |
| 中京広域圏     | 中京テレビ（CTV）         | 日本テレビ系列                               | 火曜 21:00 - 21:54 | 同時ネット |           |
| 近畿広域圏     | 読売テレビ（ytv）         | 日本テレビ系列                               | 火曜 21:00 - 21:54 | 同時ネット |           |
| 鳥取県・島根県 | 日本海テレビ（NKT）       | 日本テレビ系列                               | 火曜 21:00 - 21:54 | 同時ネット |           |
| 広島県         | 広島テレビ（HTV）         | 日本テレビ系列                               | 火曜 21:00 - 21:54 | 同時ネット |           |
| 山口県         | 山口放送（KRY）           | 日本テレビ系列                               | 火曜 21:00 - 21:54 | 同時ネット |           |
| 徳島県         | 四国放送（JRT）           | 日本テレビ系列                               | 火曜 21:00 - 21:54 | 同時ネット |           |
| 香川県・岡山県 | 西日本放送（RNC）         | 日本テレビ系列                               | 火曜 21:00 - 21:54 | 同時ネット |           |
| 愛媛県         | 南海放送（RNB）           | 日本テレビ系列                               | 火曜 21:00 - 21:54 | 同時ネット |           |
| 高知県         | 高知放送（RKC）           | 日本テレビ系列                               | 火曜 21:00 - 21:54 | 同時ネット |           |
| 福岡県         | 福岡放送（FBS）           | 日本テレビ系列                               | 火曜 21:00 - 21:54 | 同時ネット |           |
| 長崎県         | 長崎国際テレビ（NIB）     | 日本テレビ系列                               | 火曜 21:00 - 21:54 | 同時ネット |           |
| 熊本県         | くまもと県民テレビ（KKT） | 日本テレビ系列                               | 火曜 21:00 - 21:54 | 同時ネット |           |
| 鹿児島県       | 鹿児島読売テレビ（KYT）   | 日本テレビ系列                               | 火曜 21:00 - 21:54 | 同時ネット |           |
| 大分県         | テレビ大分（TOS）         | 日本テレビ系列 フジテレビ系列                | 金曜 13:50 - 14:45 | 遅れネット | [ 注 11 ] |
| 宮崎県         | テレビ宮崎（UMK）         | フジテレビ系列 日本テレビ系列 テレビ朝日系列 | 日曜 14:00 - 14:55 | 遅れネット | [ 注 12 ] |
| 沖縄県         | 琉球放送（RBC）           | TBS系列                                      | 土曜 16:30 - 17:25 | 遅れネット |           |

## 関連番組
- THE 重大事件

「ノンフィクション実録ドラマ」シリーズとしてHuluで2022年5月17日に配信された。「ザ！世界仰天ニュース」チームが製作しており、仰天ニュースでもドラマの映像を使うことがある。
- Vol.1 福田和子 14年と344日逃げ続けた女
- Vol.2 土谷正実 サリンを造った男
- Vol.3 神谷力 トリカブト 1時間35分のトリック